# 貝托·阿維拉棒球運動場
貝托·阿維拉棒球運動場（西班牙語：Estadio de Béisbol Beto Ávila）是一座位於墨西哥坎昆的多用途運動場，現主要用作棒球場，為墨西哥棒球聯盟球隊金塔納羅奧老虎的主場。運動場能容納10000位觀眾。
運動場以著名墨西哥棒球手羅貝爾托·阿維拉命名。